# Julius Bard

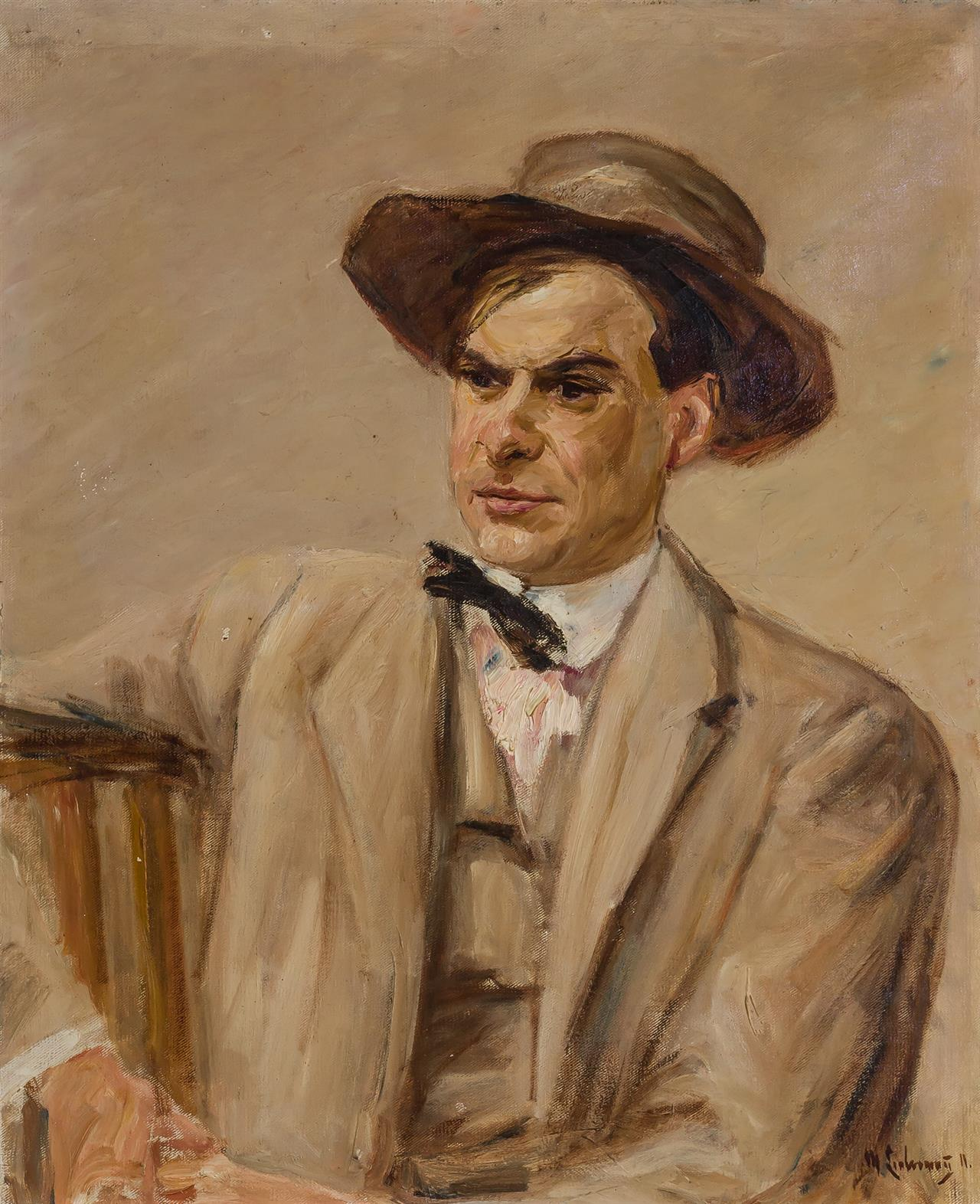
Porträt von Julius Bard, Gemälde von Max Liebermann (1911)

Julius S. Bard (geboren 3. November 1874 in Miskolc im Königreich Ungarn; gestorben 8. Dezember 1937 in Berlin) war ein ungarisch-deutscher Buchhändler und Verleger.

## Kurzbiografie
Der aus jüdischer Familie stammende Bard verlegte Werke von und über Kulturschaffende wie Hermann Blumenthal, Gustav Glück, Paul Landau und Ferenc Molnár.
Er gründete im Jahr 1900 in Berlin den Julius Bard Verlag beziehungsweise den Julius Bard Verlag für Literatur und Kunst. Vom November 1903 bis zum 9. Mai 1905 war Bard gemeinsam mit Eugen Marquardt Mitgesellschafter der Verlagsfirma Bard, Marquardt & Co. Er gab bis 1931 zahlreiche Kunstbücher und Kataloge für Museen heraus.
Nachdem sein Verlag für Literatur und Kunst nach 1933 infolge der nationalsozialistischen Ideologie aufgelöst wurde, gab Bard seine Verlegertätigkeit auf, blieb jedoch in Berlin (Berlin-Wilmersdorf) wohnen. Er starb 1937 im Alter von 63 Jahren in der Heil- und Pflegeanstalt in Berlin-Buch.
Zu den Quellen über Leben und Werk Bards zählen unter anderem antisemitische Schriften wie Sigilla veri, aber auch Publikationen anderer Autoren.